# Blue Tango (Amanda Lear)
Blue Tango è il quarto singolo della cantante francese Amanda Lear, pubblicato nel 1977 come quarto estratto dal suo primo album I Am a Photograph

## Descrizione
Nel 1977 Amanda Lear registra una cover del brano Blue Tango, aggiungendo un proprio testo. Il brano viene inserito nel suo album di debutto dello stesso anno, I Am a Photograph, e pubblicato come singolo in formato 7" nei Paesi Bassi dalla Ariola. Il singolo viene anche pubblicato Oltrecortina in Polonia, nel 1977 dalla Tonpress in formato cartolina flexy disc stampato su un solo lato, e in Unione Sovietica, nel 1978.
Lato B dell'edizione olandese del singolo è il brano Pretty Boys, anch'esso tratto dall'album I Am a Photograph e già utilizzato in precedenza come b side del singolo Tomorrow e in seguito come lato B del singolo Queen of Chinatown e Lili Marleen. Lato B dell'edizione sovietica è invece il brano Blood & Honey, primo singolo di successo della cantante.
Il singolo non riscontra tuttavia successo e non entra in classifica.

## Videoclip
Il videoclip girato nel 1977 fa riferimenti alle voci di presunto cambio di sesso di Amanda Lear che circolano nei media in quel periodo. Il video si apre con la Lear che indossa un abito maschile, una cravatta nera e una bombetta. La cantante quindi si "trasforma" indonna, togliendosi gli abiti e rivelando un lungo vestito luccicante. Questo video viene trasmesso all'interno della trasmissione televisiva italiana Odeon. Tutto quanto fa spettacolo il 18 ottobre del 1977.
Un altro video musicale viene prodotto per la seguita trasmissione televisiva tedesca Musikladen. Questo ritrae la cantante seduta a un tavolo mentre canta la canzone fumando una sigaretta. Nel 1982 un altro video di Blue Tango viene ripreso per la trasmissione televisiva italiana Premiatissima, condotta dalla stessa Lear. La cantante viene ritratta indossando un abito da flamenco e ripetendo passi di danza accompagnata da dei ballerini. Il video è stato trasmesso per la primva volta il 25 dicembre 1982

## Tracce
7" Ariola (1977), Paesi Bassi
1. Blue Tango – 2:40 (testo: Amanda Lear – musica: Leroy Anderson)
2. Pretty Boys – 2:55 (testo: Amanda Lear – musica: Anthony Monn)

Durata totale: 5:35
7" flexy disc Tonpress (1977), Polonia
1. Blue Tango – 2:40 (testo: Amanda Lear – musica: Leroy Anderson)

Durata totale: 2:40
7" (1978), Unione Sovietica
1. Голубое Танго (Blue Tango) (testo: Amanda Lear – musica: Leroy Anderson)
2. Кровь И Мед (Blood & Honey) (testo: Amanda Lear – musica: Anthony Monn)

## Crediti
- Amanda Lear - voce
- Anthony Monn - produzione